# Mentocrex
Mentocrex är ett släkte inom familjen dunrallar inom ordningen tran- och rallfåglar, som omfattar de två arterna madagaskarskogsrall (Mentocrex kioloides) och tsingyskogsrall (Mentocrex beankaensis) som båda är endemiska för Madagaskar.
Tidigare placerades de båda arterna i släktet Canirallus tillsammans med den afrikanska arten gråstrupig rall. En studie från 2019 visar dock att gråstrupig rall snarare är en del av de egentliga rallarna, varför madagaskarskogsrallen och nära släktingen tsingyskogsrallen flyttade till det egna släktet.